# Torneo di Viareggio 2017
Il Torneo di Viareggio 2017 è stata la sessantanovesima edizione del torneo calcistico internazionale riservato alle formazioni giovanili e organizzato dal CGC Viareggio. La competizione si svolge tra il 13 e il 29 marzo. Il torneo è stato vinto per la prima volta nella sua storia dal Sassuolo, che in finale si è imposto sull'Empoli dopo i rigori. 

## Premi
1) 55º Premio "Bruno Roghi" a Mario Sconcerti, giornalista sportivo della Rai.
2) 35º Premio "Torquato Bresciani" a Aurelio De Laurentiis, presidente del Napoli.
3) 28º Premio "Gaetano Scirea" a Gennaro Gattuso, allenatore del Pisa.
4) 13º Premio "Centro Giovani Calciatori" a Massimo Vivoli, presidente nazionale della Confesercenti.
5) Capocannoniere Karlo Butic (6 gol).
6) Golden Boy Viareggio Cup Carlo Manicone (Empoli).
7) Miglior portiere del Torneo Bryan Costa (Sassuolo).
8) Giocatore più giovane della finale Hamed Junior Traorè (Empoli).

## Copertura televisiva
La sessantanovesima edizione della Viareggio Cup, come nelle edizioni precedenti è stata trasmessa attraverso il canale tematico di Rai Sport 1 che ha offerto la visione di due incontri giornalieri, per un totale di 19 incontri complessivi tra cui, 12 match della fase a gironi, due ottavi di finale, due quarti di finale, le due semifinali e la finale..

## Squadre partecipanti
Per questa edizione saranno 40 le squadre che prenderanno parte al torneo di cui 23 club italiani, 8 americane, 6 europee e 3 africane.

### Squadre italiane
- Ancona
- Ascoli
- Atalanta
- Bari
- Bologna
- Cagliari
- Empoli
- Fiorentina
- Genoa
- Inter
- Juventus
- Maceratese

- Milan
- Napoli
- Parma
- Perugia
- Pisa
- Rappresentativa Serie D
- Reggiana
- Sassuolo
- SPAL
- Spezia
- Torino

### Altre squadre europee
- Club Bruges -
- Dukla Praga -
- PAS Giannina -
- PSV -
- Rijeka -
- Zenit San Pietroburgo -

### Squadre americane
- Athletic Union -
- Belgrano (Córdoba) -
- C.A.I. -
- Cortuluá (Tuluá) -
- Camioneros -
- L.I.A.C. New York -
- Grêmio Osasco -
- Toronto FC -

### Squadre africane
- Abuja -
- Garden City Panthers -
- Ujana -

## Date
Il sorteggio della sessantanovesima edizione della Viareggio Cup si è svolto l'8 febbraio del 2017 presso il comune di Viareggio.
| Fase          | Turno            | Sorteggio       | Date             |
| ------------- | ---------------- | --------------- | ---------------- |
| Fase a gironi | 1º giornata      | 8 febbraio 2017 | 13-14 marzo 2017 |
| Fase a gironi | 2º giornata      | 8 febbraio 2017 | 15-16 marzo 2017 |
| Fase a gironi | 3º giornata      | 8 febbraio 2017 | 18-19 marzo 2017 |
| Fase finale   | Ottavi di finale | 8 febbraio 2017 | 22 marzo 2017    |
| Fase finale   | Quarti di finale | 8 febbraio 2017 | 24 marzo 2017    |
| Fase finale   | Semifinali       | 8 febbraio 2017 | 27 marzo 2017    |
| Fase finale   | Finale           | 8 febbraio 2017 | 29 marzo 2017    |

## Formato
La Viareggio Cup si svolge secondo la seguente formula:

### Fase a gironi
- Le 40 squadre sono divise in 10 gironi (1, 2, 3, 4, 5, 6, 7, 8, 9 e 10), ciascuno composto da 4 squadre. A giudizio insindacabile della società organizzatrice sono nominate le teste di serie di ciascun girone.
- Vengono quindi formati due gruppi (A e B). Il gruppo A comprende i gironi 1, 2, 3, 4 e 5 mentre il gruppo B comprende i gironi 6, 7, 8, 9 e 10.
- Le squadre si incontrano in gare di sola andata della durata di 90 minuti. Le classifiche sono redatte in base ai seguenti criteri: 3 (tre) punti per ogni gara vinta, 1 (uno) punto per ogni gara terminata in parità, 0 (zero) punti per la sconfitta. In caso di parità di punteggio valgono i criteri in ordine elencati:
  - Esito scontri diretti
  - Differenza reti negli incontri diretti fra le squadre a parità di punti
  - Differenza reti nel totale degli incontri disputati nel girone
  - Maggior numero di reti segnate sul totale degli incontri disputati nel girone
  - Età media più bassa della lista dei calciatori iscritti al torneo
  - Sorteggio

Saranno ammesse alla fase successiva le cinque squadre prime classificate di ciascun girone e le migliori tre seconde arrivate di ciascun gruppo, in base ai criteri sopra citati, per un totale di 16 club ammessi alla fase finale.

### Ottavi di finale
Le 16 squadre così individuate sono ammesse alla fase ad eliminazione diretta. Sono formati gli accoppiamenti tra le 10 (dieci) prime classificate e le 6 (sei) seconde classificate.
- In ordine di classifica, le prime 4 (quattro) squadre prime classificate nel gruppo A formano le teste di serie per gli ottavi numero 1, 3, 5, 7 (Gruppo 1). Analogamente le 4 (quattro) squadre prime classificate nel gruppo B formano le teste di serie per gli ottavi numero 2, 4, 6, 8 (Gruppo 2). La quinta prima classificata e le tre migliori seconde del gruppo A passano al Gruppo 2 per essere abbinate alle teste di serie in base ai seguenti criteri. Allo stesso modo, la quinta prima classificata e le tre migliori seconde del gruppo B passano al Gruppo 1 per essere abbinate alle teste di serie secondo la medesima procedura.
- In ordine inverso alla rispettiva classifica, la migliore prima classificata incontra la terza migliore seconda classificata, la seconda migliore prima classificata incontra la seconda migliore seconda classificata e così via a incrocio.
- Eseguiti i relativi accoppiamenti, le squadre si incontrano tra di loro in gara unica ad eliminazione diretta. In caso di parità al termine dei tempi regolamentari, per determinare la squadra vincente si procede all'esecuzione dei calci di rigore.

### Quarti di finale
Sono ammesse ai quarti di finale le otto squadre vincenti. Si incontrano tra loro nel quarto 1 le vincenti degli ottavi 1 e 2, nel quarto 2 le vincenti degli ottavi 3 e 4, poi nel quarto 3 quelle 5 e 6, infine nel quarto 4 quelle 7 e 8. Le squadre si incontrano tra loro in gara unica ad eliminazione diretta. In caso di parità al termine dei tempi regolamentari, per determinare la squadra vincente si procede all'esecuzione dei calci di rigore.

### Semifinali
Le squadre vincenti dei quarti 1 e 2 si incontrano tra loro, e così le vincenti dei quarti 3 e 4, a comporre le due semifinali. In caso di parità di punteggio al termine dei tempi regolamentari si procede all'esecuzione dei calci di rigore.

### Finale
Le vincenti delle due semifinali disputano la finale. In caso di parità dopo i tempi regolamentari si disputano due tempi supplementari di 15 (quindici) minuti ciascuno; se dopo i due tempi supplementari sussiste ancora la parità, si procede al tiro alternato dei calci di rigore fino alla determinazione della squadra vincente.

## Fase a gironi

### Gruppo A

#### Girone 1
| Squadra     | P.ti | G | V | P | S | GF | GS | DR |
| ----------- | ---- | - | - | - | - | -- | -- | -- |
| Juventus    | 7    | 3 | 2 | 1 | 0 | 7  | 3  | +4 |
| Maceratese  | 4    | 3 | 1 | 1 | 1 | 6  | 7  | -1 |
| Dukla Praga | 3    | 3 | 1 | 0 | 2 | 5  | 6  | -1 |
| Toronto FC  | 2    | 3 | 0 | 2 | 1 | 6  | 8  | -2 |

| Arbitro: | Chiffi (Padova) |

|                    |           |            |
| Mosti 2’ Léris 89’ | Marcatori | 83’ Cermak |

| Arbitro: | Ferrieri Caputi (Livorno) |

|                                      |           |                              |
| Marcantoni 2’ Manna 4’ Chiacchio 72’ | Marcatori | 55’, 67’ Fraser 90+3’ Onkony |

| Arbitro: | Mercenaro (Genova) |

|           |           |               |
| Zeqiri 6’ | Marcatori | 71’ Dada-Luke |

| Arbitro: | Centi (Viterbo) |

|                                 |           |  |
| Sadotti 79’ (rig.) Lombardo 84’ | Marcatori |  |

| Arbitro: | De Tommaso (Rieti) |

|                                                |           |              |
| Bove 45’ Vasko 51’ Zeqiri 80’ Galtarossa 90+4’ | Marcatori | 64’ Laurenti |

| Arbitro: | Acanfora (Castellammare) |

|                 |           |                                        |
| Hundal 12’, 52’ | Marcatori | 46’ Kott 64’ Doudera 67’, 84’ Ferreira |

#### Girone 2
| Squadra       | P.ti | G | V | P | S | GF | GS | DR  |
| ------------- | ---- | - | - | - | - | -- | -- | --- |
| Atalanta      | 9    | 3 | 3 | 0 | 0 | 13 | 2  | +11 |
| Grêmio Osasco | 6    | 3 | 2 | 0 | 1 | 7  | 3  | +4  |
| Abuja         | 3    | 3 | 1 | 0 | 2 | 5  | 5  | 0   |
| Ancona        | 0    | 3 | 0 | 0 | 3 | 2  | 17 | -15 |

| Arbitro: | Monaldi (Macerata) |

|                                                 |           |                      |
| Thomas 3’ (rig.), 65’ Iroanya 10’ Salaudeen 33’ | Marcatori | 6’ (rig.) Gioacchini |

| Arbitro: | Bertini (Lucca) |

|                       |           |              |
| Badjie 16’ Barrow 83’ | Marcatori | 71’ Denilson |

| Arbitro: | Gualtieri (Asti) |

|                                            |           |            |
| Salaudeen 3’ (aut.) Mallamo 18’ Capone 42’ | Marcatori | 67’ Thomas |

| Arbitro: | Simone (Bologna) |

|             |           |                                                     |
| Gigante 84’ | Marcatori | 4’ Denilson 60’ Henry 71’, 82’ Saldanha 90’ Matheus |

| Arbitro: | Pirriatore (Bologna) |

|                                                                                             |           |  |
| Latte Lath 9’, 11’ Barrow 13’ Marchetti 47’ Mazzocchi 52’ (rig.) Zortea 61’ Capone 68’, 87’ | Marcatori |  |

| Arbitro: | Repace (Perugia) |

|  |           |           |
|  | Marcatori | 56’ Henry |

#### Girone 3
| Squadra               | P.ti | G | V | P | S | GF | GS | DR  |
| --------------------- | ---- | - | - | - | - | -- | -- | --- |
| Empoli                | 7    | 3 | 2 | 1 | 0 | 10 | 1  | +9  |
| Ascoli                | 5    | 3 | 1 | 2 | 0 | 3  | 1  | +2  |
| Zenit San Pietroburgo | 4    | 3 | 1 | 1 | 1 | 8  | 3  | +5  |
| Athletic Union        | 0    | 3 | 0 | 0 | 3 | 0  | 16 | -16 |

| Arbitro: | Colombo (Como) |

|              |           |                     |
| Olivieri 67’ | Marcatori | 28’ (rig.) Kaplenko |

| Arbitro: | Scordo (Novara) |

|                      |           |  |
| Ventola 9’ Tassi 18’ | Marcatori |  |

| Arbitro: | Kumara (Verona) |

|                                                           |           |  |
| Di Leo 9’ Olivieri 37’, 43’ Picchi 40’ Jakupovic 44’, 63’ | Marcatori |  |

| Altopascio 15 marzo 2017, ore 15:00 CET 2ª giornata | Zenit San Pietroburgo | 0 – 0 | Ascoli | Stadio Comunale\| Arbitro: \| Berti (Varese) \| |
| Arbitro:                                            | Berti (Varese)        |       |        |                                                 |

| Arbitro: | Camilli (Foligno) |

|              |           |           |
| Manicone 51’ | Marcatori | 22’ Tassi |

| Arbitro: | Maninetti (Lovere) |

|                                                                        |           |  |
| Seýdaxmet 4’, 14’, 17’, 35’ Elovskikh 35’ Makeev 56’, 83’ Kaplenko 72’ | Marcatori |  |

#### Girone 4
| Squadra           | P.ti | G | V | P | S | GF | GS | DR  |
| ----------------- | ---- | - | - | - | - | -- | -- | --- |
| Inter             | 7    | 3 | 2 | 1 | 0 | 16 | 2  | +14 |
| SPAL              | 7    | 3 | 2 | 1 | 0 | 10 | 1  | +9  |
| PAS Giannina      | 3    | 3 | 1 | 0 | 2 | 4  | 5  | -1  |
| L.I.A.C. New York | 0    | 3 | 0 | 0 | 3 | 1  | 23 | -22 |

| Arbitro: | Spataru (Siena) |

|                                  |           |  |
| Mattioli 22’ Rivas 31’ Butic 35’ | Marcatori |  |

| Arbitro: | Nube (Mestre) |

|                                                                         |           |  |
| Di Nardo 3’, 27’ Dellino 11’ Cicognini 20’ Righetti 48’ Ubaldi 74’, 80’ | Marcatori |  |

| Arbitro: | Vitulano (Livorno) |

| |           |                   |
| Butic 43’, 58’ Bakayoko 56’, 67’, 90’ Frigerio 69’ Mutton 70’ Belkheir 73’, 85’ Vanheusden 77’ Rivas 79’ Valietti 82’ | Marcatori | 45’ (rig.) Gruver |

| Arbitro: | Iacovacci (Latina) |

|  |           |                               |
|  | Marcatori | 49’ Di Nardo 68’ (rig.) Speto |

| Arbitro: | Catastini (Pisa) |

|           |           |           |
| Butic 86’ | Marcatori | 49’ Speto |

| Arbitro: | Arace (Lugo di Romagna) |

|                                         |           |  |
| Zogkos 53’ Dolovac 68’, 88’ Psarras 79’ | Marcatori |  |

#### Girone 5
| Squadra  | P.ti | G | V | P | S | GF | GS | DR |
| -------- | ---- | - | - | - | - | -- | -- | -- |
| Bologna  | 7    | 3 | 2 | 1 | 0 | 5  | 0  | +5 |
| Sassuolo | 7    | 3 | 2 | 1 | 0 | 4  | 0  | +4 |
| PSV      | 3    | 3 | 1 | 0 | 2 | 1  | 6  | -5 |
| Pisa     | 0    | 3 | 0 | 0 | 3 | 0  | 4  | -4 |

| Arbitro: | Di Marco (Ciampino) |

|                                                |           |  |
| Pattarello 4’ Okwonkwo 20’ (rig.) Tabacchi 69’ | Marcatori |  |

| Arbitro: | Tucci (Ostia Lido) |

|                        |           |  |
| Ravanelli 90+4’ (rig.) | Marcatori |  |

| Viareggio 15 marzo 2017, ore 14:00 CET 2ª giornata | Bologna             | 0 – 0 | Sassuolo | Stadio Torquato Bresciani\| Arbitro: \| Angelucci (Foligno) \| |
| Arbitro:                                           | Angelucci (Foligno) |       |          |                                                                |

| Arbitro: | Bertozzi (Cesena) |

|                   |           |  |
| Soulad 89’ (rig.) | Marcatori |  |

| Arbitro: | Maranesi (Ciampino) |

|                   |           |  |
| Okwonkwo 23’, 83’ | Marcatori |  |

| Arbitro: | Maggio (Lodi) |

|                                      |           |  |
| Ravanelli 2’ Rossini 45’ Pierini 87’ | Marcatori |  |

### Gruppo B

#### Girone 6
| Squadra                 | P.ti | G | V | P | S | GF | GS | DR |
| ----------------------- | ---- | - | - | - | - | -- | -- | -- |
| Napoli                  | 5    | 3 | 1 | 2 | 0 | 4  | 3  | +1 |
| Bari                    | 4    | 3 | 1 | 1 | 1 | 4  | 4  | 0  |
| Camioneros              | 4    | 3 | 1 | 1 | 1 | 4  | 3  | +1 |
| Rappresentativa Serie D | 2    | 3 | 0 | 2 | 1 | 2  | 4  | -2 |

| Arbitro: | Tremolada (Monza) |

|                      |           |                     |
| De Simone 11’ (rig.) | Marcatori | 44’ (rig.) Chamorro |

| Arbitro: | D'Amato (Siena) |

|             |           |              |
| Sapucci 56’ | Marcatori | 48’ De Palma |

| Arbitro: | Bitonti (Bologna) |

|          |           |              |
| Russo 3’ | Marcatori | 47’ Bortoluz |

| Arbitro: | Pragliola (Terni) |

|                             |           |            |
| Abreu 76’ Avalos 88’ (aut.) | Marcatori | 41’ Heinze |

| Arbitro: | Luciani (Roma 1) |

|                          |           |              |
| Leandrinho 3’ 39’ (rig.) | Marcatori | 17’ Clemente |

| Arbitro: | Cassella (Bra) |

|  |           |                 |
|  | Marcatori | 71’, 82’ Deleon |

#### Girone 7
| Squadra  | P.ti | G | V | P | S | GF | GS | DR |
| -------- | ---- | - | - | - | - | -- | -- | -- |
| Belgrano | 9    | 3 | 3 | 0 | 0 | 5  | 2  | +3 |
| Milan    | 6    | 3 | 2 | 0 | 1 | 8  | 5  | +3 |
| Spezia   | 3    | 3 | 1 | 0 | 2 | 2  | 4  | -2 |
| Ujana    | 0    | 3 | 0 | 0 | 3 | 1  | 5  | -4 |

| Arbitro: | Fiero (Pistoia) |

|  |           |            |
|  | Marcatori | 5’ Okereke |

| Arbitro: | Moriconi (Roma 2) |

|                          |           |                                     |
| Altare 19’ Zucchetti 76’ | Marcatori | 47’ Ponce 51’ Romero 85’ Altamirano |

| Arbitro: | Rosami (Carrara) |

|                      |           |  |
| Demofonte 63’ (aut.) | Marcatori |  |

| Arbitro: | Esposito (Aprilia) |

|                                      |           |           |
| Tsadjout 59’ Zanellato 66’ Forte 82’ | Marcatori | 47’ Luezi |

| Arbitro: | Giordano (Novara) |

|                                    |           |                    |
| Hamadi 21’ Tsadjout 50’ Altare 88’ | Marcatori | 25’ (rig.) Okereke |

| Arbitro: | Di Graci (Como) |

|          |           |  |
| Attis 1’ | Marcatori |  |

#### Girone 8
| Squadra              | P.ti | G | V | P | S | GF | GS | DR |
| -------------------- | ---- | - | - | - | - | -- | -- | -- |
| Fiorentina           | 9    | 3 | 3 | 0 | 0 | 7  | 3  | +4 |
| Perugia              | 6    | 3 | 2 | 0 | 1 | 5  | 4  | +1 |
| C.A.I.               | 1    | 3 | 0 | 1 | 2 | 4  | 6  | -2 |
| Garden City Panthers | 1    | 3 | 0 | 1 | 2 | 2  | 5  | -3 |

| Arbitro: | Pascarella (Nocera Inferiore) |

|                               |           |                       |
| Mlakar 71’ Gori 76’ Perez 81’ | Marcatori | 38’ Acosta 69’ Orosco |

| Arbitro: | Cusanno (Chivasso) |

|                             |           |            |
| Loffredo 27’ Pellegrini 90’ | Marcatori | 44’ Nwafor |

| Arbitro: | Feliciani (Teramo) |

|                         |           |  |
| Sottil 10’ Diakhaté 34’ | Marcatori |  |

| Arbitro: | Mezzalira (Varese) |

|           |           |                          |
| Acosta 9’ | Marcatori | 20’ Loffredo 88’ Calzola |

| Arbitro: | Cascone (Nocera Inferiore) |

|                          |           |           |
| Castrovilli 69’ Gori 90’ | Marcatori | 74’ Manga |

| Arbitro: | Petrella (Viterbo) |

|               |           |          |
| Frankline 53’ | Marcatori | 70’ Vega |

#### Girone 9
| Squadra     | P.ti | G | V | P | S | GF | GS | DR  |
| ----------- | ---- | - | - | - | - | -- | -- | --- |
| Club Bruges | 7    | 3 | 2 | 1 | 0 | 8  | 3  | +5  |
| Cagliari    | 6    | 3 | 2 | 0 | 1 | 8  | 5  | +3  |
| Genoa       | 4    | 3 | 1 | 1 | 1 | 7  | 5  | +2  |
| Parma       | 0    | 3 | 0 | 0 | 3 | 1  | 11 | -10 |

| Arbitro: | Clerico (Torino) |

|                        |           |                             |
| Asencio 38’ Bruzzo 90’ | Marcatori | 7’ (rig.) Brodic 90’ Fadiga |

| Arbitro: | Biffi (Treviglio) |

|                                               |           |           |
| Pennington 38’ Han 39’ Arras 50’ Pitzalis 84’ | Marcatori | 6’ Mastaj |

| Arbitro: | Fontani (Siena) |

|             |           |                               |
| Bianchi 75’ | Marcatori | 37’ Manca 39’ Serra 73’ Camba |

| Arbitro: | Panozzo (Castelfranco Veneto) |

|                                          |           |  |
| Brodic 12’ Van Vaerenbergh 56’ Touba 72’ | Marcatori |  |

| Arbitro: | Loffredo (Torino) |

|                                             |           |  |
| Benedetti 49’, 63’ Mahrous 50’ Da Graça 86’ | Marcatori |  |

| Arbitro: | Finzi (Foligno) |

|                            |           |            |
| Fadiga 14’ Brodic 53’, 80’ | Marcatori | 42’ Cadili |

#### Girone 10
| Squadra  | P.ti | G | V | P | S | GF | GS | DR |
| -------- | ---- | - | - | - | - | -- | -- | -- |
| Torino   | 9    | 3 | 3 | 0 | 0 | 6  | 0  | +6 |
| Rijeka   | 4    | 3 | 1 | 1 | 1 | 2  | 2  | 0  |
| Cortuluá | 4    | 3 | 1 | 1 | 1 | 4  | 5  | -1 |
| Reggiana | 0    | 3 | 0 | 0 | 3 | 1  | 6  | -5 |

| Arbitro: | Prior (Ivrea) |

|                                   |           |            |
| Sanchez 15’ Trejos 76’ (rig.) 80’ | Marcatori | 9’ Storchi |

| Arbitro: | Ruggiero (Roma 1) |

|             |           |  |
| Tobaldo 37’ | Marcatori |  |

| Arbitro: | Foresta (Nola) |

|                                 |           |  |
| Bortoletti 40’ 69’ Aurietto 89’ | Marcatori |  |

| Arbitro: | Sili (Viterbo) |

|               |           |  |
| Ristovski 20’ | Marcatori |  |

| Arbitro: | Cinque (Pistoia) |

|                          |           |  |
| Bortoletti 8’ Milico 30’ | Marcatori |  |

| Arbitro: | Belfiore (Parma) |

|              |           |          |
| Bamidele 75’ | Marcatori | 32’ Leon |

## Fase a eliminazione diretta
|  | Ottavi di finale  | Ottavi di finale  | Ottavi di finale |                |                | Quarti di finale | Quarti di finale | Quarti di finale |  |  | Semifinali | Semifinali | Semifinali |  |  | Finale | Finale | Finale |  |
|  |                   |                   |                  |                |                |                  |                  |                  |  |  |            |            |            |  |  |        |        |        |  |
|  | Atalanta          | Atalanta          | 4                |                |                |                  |                  |                  |  |  |            |            |            |  |  |        |        |        |  |
|  | Atalanta          | Atalanta          | 4                |                |                |                  |                  |                  |  |  |            |            |            |  |  |        |        |        |  |
|  | Perugia           | Perugia           | 0                |                |                |                  |                  |                  |  |  |            |            |            |  |  |        |        |        |  |
|  | Perugia           | Perugia           | 0                |                | Atalanta       | Atalanta         | 1                |                  |  |  |            |            |            |  |  |        |        |        |  |
|  |                   |                   |                  |                | Atalanta       | Atalanta         | 1                |                  |  |  |            |            |            |  |  |        |        |        |  |
|  |                   |                   | Torino           | Torino         | 2              |                  |                  |                  |  |  |            |            |            |  |  |        |        |        |  |
|  | Torino (dtr)      | Torino (dtr)      | Torino           | Torino         | 2              | 1 (2)            |                  |                  |  |  |            |            |            |  |  |        |        |        |  |
|  | Torino (dtr)      | Torino (dtr)      |                  |                |                |                  |                  |                  |  |  |            |            |            |  |  |        |        |        |  |
|  | Grêmio Osasco     | Grêmio Osasco     | 1 (1)            |                |                |                  |                  |                  |  |  |            |            |            |  |  |        |        |        |  |
|  | Grêmio Osasco     | Grêmio Osasco     | 1 (1)            |                | Torino         | Torino           | 0 (4)            |                  |  |  |            |            |            |  |  |        |        |        |  |
|  |                   |                   |                  |                |                |                  |                  |                  |  |  |            |            |            |  |  |        |        |        |  |
|  |                   |                   | Sassuolo (dtr)   | Sassuolo (dtr) | 0 (5)          |                  |                  |                  |  |  |            |            |            |  |  |        |        |        |  |
|  | Inter             | Inter             | Sassuolo (dtr)   | Sassuolo (dtr) | 0 (5)          | 4                |                  |                  |  |  |            |            |            |  |  |        |        |        |  |
|  | Inter             | Inter             |                  |                |                |                  |                  |                  |  |  |            |            |            |  |  |        |        |        |  |
|  | Cagliari          | Cagliari          | 0                |                |                |                  |                  |                  |  |  |            |            |            |  |  |        |        |        |  |
|  | Cagliari          | Cagliari          | 0                |                | Inter          | Inter            | 1 (8)            |                  |  |  |            |            |            |  |  |        |        |        |  |
|  |                   |                   |                  |                | Inter          | Inter            | 1 (8)            |                  |  |  |            |            |            |  |  |        |        |        |  |
|  |                   |                   | Sassuolo (dtr)   | Sassuolo (dtr) | 1 (9)          |                  |                  |                  |  |  |            |            |            |  |  |        |        |        |  |
|  | Fiorentina        | Fiorentina        | Sassuolo (dtr)   | Sassuolo (dtr) | 1 (9)          | 1 (6)            |                  |                  |  |  |            |            |            |  |  |        |        |        |  |
|  | Fiorentina        | Fiorentina        |                  |                |                |                  |                  |                  |  |  |            |            |            |  |  |        |        |        |  |
|  | Sassuolo (dtr)    | Sassuolo (dtr)    | 1 (7)            |                |                |                  |                  |                  |  |  |            |            |            |  |  |        |        |        |  |
|  | Sassuolo (dtr)    | Sassuolo (dtr)    | 1 (7)            |                | Sassuolo (dtr) | Sassuolo (dtr)   | 2 (4)            |                  |  |  |            |            |            |  |  |        |        |        |  |
|  |                   |                   |                  |                |                |                  |                  |                  |  |  |            |            |            |  |  |        |        |        |  |
|  |                   |                   | Empoli           | Empoli         | 2 (2)          |                  |                  |                  |  |  |            |            |            |  |  |        |        |        |  |
|  | Empoli            | Empoli            | Empoli           | Empoli         | 2 (2)          | 1                |                  |                  |  |  |            |            |            |  |  |        |        |        |  |
|  | Empoli            | Empoli            |                  |                |                |                  |                  |                  |  |  |            |            |            |  |  |        |        |        |  |
|  | Milan             | Milan             | 0                |                |                |                  |                  |                  |  |  |            |            |            |  |  |        |        |        |  |
|  | Milan             | Milan             | 0                |                | Empoli         | Empoli           | 1                |                  |  |  |            |            |            |  |  |        |        |        |  |
|  |                   |                   |                  |                | Empoli         | Empoli           | 1                |                  |  |  |            |            |            |  |  |        |        |        |  |
|  |                   |                   | SPAL             | SPAL           | 0              |                  |                  |                  |  |  |            |            |            |  |  |        |        |        |  |
|  | Belgrano          | Belgrano          | SPAL             | SPAL           | 0              | 1                |                  |                  |  |  |            |            |            |  |  |        |        |        |  |
|  | Belgrano          | Belgrano          |                  |                |                |                  |                  |                  |  |  |            |            |            |  |  |        |        |        |  |
|  | SPAL              | SPAL              | 2                |                |                |                  |                  |                  |  |  |            |            |            |  |  |        |        |        |  |
|  | SPAL              | SPAL              | 2                |                | Empoli         | Empoli           | 3                |                  |  |  |            |            |            |  |  |        |        |        |  |
|  |                   |                   |                  |                |                |                  |                  |                  |  |  |            |            |            |  |  |        |        |        |  |
|  |                   |                   | Club Bruges      | Club Bruges    | 0              |                  |                  |                  |  |  |            |            |            |  |  |        |        |        |  |
|  | Bologna           | Bologna           | Club Bruges      | Club Bruges    | 0              | 1                |                  |                  |  |  |            |            |            |  |  |        |        |        |  |
|  | Bologna           | Bologna           |                  |                |                |                  |                  |                  |  |  |            |            |            |  |  |        |        |        |  |
|  | Napoli            | Napoli            | 2                |                |                |                  |                  |                  |  |  |            |            |            |  |  |        |        |        |  |
|  | Napoli            | Napoli            | 2                |                | Napoli         | Napoli           | 0                |                  |  |  |            |            |            |  |  |        |        |        |  |
|  |                   |                   |                  |                | Napoli         | Napoli           | 0                |                  |  |  |            |            |            |  |  |        |        |        |  |
|  |                   |                   | Club Bruges      | Club Bruges    | 2              |                  |                  |                  |  |  |            |            |            |  |  |        |        |        |  |
|  | Club Bruges (dtr) | Club Bruges (dtr) | Club Bruges      | Club Bruges    | 2              | 2 (7)            |                  |                  |  |  |            |            |            |  |  |        |        |        |  |
|  | Club Bruges (dtr) | Club Bruges (dtr) |                  |                |                |                  |                  |                  |  |  |            |            |            |  |  |        |        |        |  |
|  | Juventus          | Juventus          | 2 (6)            |                |                |                  |                  |                  |  |  |            |            |            |  |  |        |        |        |  |

### Ottavi di finale
| Squadra 1   | Risultato       | Squadra 2     |
| ----------- | --------------- | ------------- |
| Atalanta    | 4 - 0           | Perugia       |
| Torino      | 1 - 1 (2-1 dcr) | Grêmio Osasco |
| Inter       | 4 - 0           | Cagliari      |
| Fiorentina  | 1 - 1 (6-7 dcr) | Sassuolo      |
| Empoli      | 1 - 0           | Milan         |
| Belgrano    | 1 - 2           | SPAL          |
| Bologna     | 1 - 2           | Napoli        |
| Club Bruges | 2 - 2 (7-6 dcr) | Juventus      |

| Arbitro: | Meraviglia (Pistoia) |

|                                          |           |  |
| Capone 45’ Barrow 53’, 77’ Zambataro 83’ | Marcatori |  |

| Arbitro: | Provesi (Treviglio) |

|                                 |                      |                                     |
| Rossetti 48’                    | Marcatori            | 38’ Bolinha                         |
| D'Alena Rivoira Millico De Luca | Tiri di rigore 2 – 1 | Matheus Anderson Pia Bolinha Rafael |

| Arbitro: | Bertani (Pisa) |

|                                         |           |  |
| Carraro 4’ Butic 14’, 32’ Gravillon 40’ | Marcatori |  |

| Arbitro: | Schirru (Nichelino) |

|                                                                             |                      |                                                                                     |
| Diakhate 24’                                                                | Marcatori            | 76’ Scamacca                                                                        |
| Sottil Militari Gori Diakhate Mosti Castrovilli Mlakar Illanes Setola Pinto | Tiri di rigore 6 – 7 | Ravanelli Bruschi Abelli Scamacca Masetti Romairone Rossini Cipolla Viero Franchini |

| Arbitro: | Meleleo (Casarano) |

|                    |           |  |
| Damiani 28’ (rig.) | Marcatori |  |

| Arbitro: | Guarnieri (Empoli) |

|                   |           |                              |
| Romero 33’ (rig.) | Marcatori | 30’ (rig.) Dellino 87’ Shaka |

| Arbitro: | Annaloro (Collegno) |

|              |           |                              |
| Okwonkwo 11’ | Marcatori | 21’ Leandrinho 31’ De Simone |

| Arbitro: | Sozza (Seregno) |

|                                                                |                      |                                                          |
| Fadiga 3’ De Kuyffer 90’                                       | Marcatori            | 51’ (aut.) Tanghe 79’ Vasko                              |
| De Kuyffer Tanghe Nuyts Lynen van Camp Openda Peters Karkhache | Tiri di rigore 7 – 6 | Mosti Bove Rogério Pereira Léris Muratore Semprini Merio |

### Quarti di finale
| Squadra 1 | Risultato       | Squadra 2   |
| --------- | --------------- | ----------- |
| Atalanta  | 1 - 2           | Torino      |
| Inter     | 1 - 1 (8-9 dcr) | Sassuolo    |
| Empoli    | 1 - 0           | SPAL        |
| Napoli    | 0 - 2           | Club Bruges |

| Arbitro: | D'Apice (Arezzo) |

|                |           |                                 |
| Latte Lath 10’ | Marcatori | 63’ Rossetti 70’ (rig.) D'Alena |

| Arbitro: | Amabile (Vicenza) |

|                                                                                           |                      |                                                                              |
| Lombardoni 55’                                                                            | Marcatori            | 13’ Scamacca                                                                 |
| Butic Lombardoni Emmers Carraro Mattioli Rover Cagnano Bollini Frigerio Nolan Di Gregorio | Tiri di rigore 8 – 9 | Bruschi Abelli Marin Masetti Scamacca Denti Rossini Cipolla Piscicelli Costa |

| Arbitro: | Miele (Torino) |

|              |           |  |
| Manicone 45’ | Marcatori |  |

| Arbitro: | Maggioni (Lecco) |

|  |           |                       |
|  | Marcatori | 14’, 90+5’ De Kuyffer |

### Semifinali
| Squadra 1 | Risultato       | Squadra 2   |
| --------- | --------------- | ----------- |
| Torino    | 0 - 0 (4-5 dcr) | Sassuolo    |
| Empoli    | 3 - 0           | Club Bruges |

| Arbitro: | Giua (Olbia) |

|                                          |                      |                                            |
| D'Alena Millico Rossetti De Luca Rivoira | Tiri di rigore 4 – 5 | Pierini Bruschi Ravanelli Masetti Scamacca |

| Arbitro: | Francesco Fourneau (Roma 1) |

|                              |           |  |
| Traorè 35’, 78’ An. Zini 83’ | Marcatori |  |

### Finale
| Squadra 1 | Risultato       | Squadra 2 |
| --------- | --------------- | --------- |
| Sassuolo  | 2 - 2 (4-2 dcr) | Empoli    |

| Arbitro: | Guida (Torre Annunziata) |

| |                      | |
| Adjapong 12’ Scamacca 79’ | Marcatori            | 21’ An. Zini 41’ Manicone |
| Pierini Bruschi Ravanelli Masetti Scamacca                                                                                          | Tiri di rigore 4 – 2 | Damiani Pejovic Jakupovic Di Leo                                                                                                 |
| · Costa · Rossini · 65’ Gambardella · Ravanelli · Masetti · Marin · 46’ Abelli · 46’ Franchini · Adjapong · Scamacca · Pierini      | Formazioni           | · Giacomel · Zappella · Bianchi · Pejovic · Seminara · Damiani · Buglio 91’ · Picchi 67’ · Traorè · An. Zini 74’ · Manicone 74’  |
| · Vitali · Celia · 65’ Franchi · Tinterri · Palma · 46’ 85’ Diaw · Viero · 85’ Cipolla · Romairone · Denti · Piscielli · 46’ Caputo | Sostituzioni         | · Meli · Al. Zini · Giampà · Castorani · Di Leo 91’ · Bellini 67’ · Tehe · Montaperto · Jakupovic 74’ · Olivieri 74’ · Matteucci |
| Mandelli | Allenatori           | Dal Canto |

## Classifica marcatori
| Gol | Rigori |  | Giocatore           | Squadra               |
| --- | ------ |  | ------------------- | --------------------- |
| 6   | 1      |  | Karlo Butić         | Inter                 |
| 4   |        |  | Christian Capone    | Atalanta              |
| 4   |        |  | Musa Barrow         | Atalanta              |
| 4   | 1      |  | Orji Okwonkwo       | Bologna               |
| 4   | 1      |  | Fran Brodic         | Club Bruges           |
| 4   |        |  | Erkebulan Seýdaxmet | Zenit San Pietroburgo |
| 3   | 1      |  | While Thomas        | Abuja                 |
| 3   |        |  | Emmanuel Latte Lath | Atalanta              |
| 3   |        |  | Rik De Kuyffer      | Club Bruges           |
| 3   |        |  | Noah Fadiga         | Club Bruges           |
| 3   |        |  | Marco Olivieri      | Empoli                |
| 3   |        |  | Axel Bakayoko       | Inter                 |
| 3   | 1      |  | Leandrinho          | Napoli                |
| 3   |        |  | Gianluca Scamacca   | Sassuolo              |
| 3   |        |  | Antonio Di Nardo    | SPAL                  |